# Organización territorial de Risaralda

Subregiones de Risaralda.

Con el nombre de subregiones  se le conoce a las subdivisiones administrativas que conforman el departamento colombiano de Risaralda. En total son 3 subregiones que no son relevantes en términos de gobierno, y que fueron creadas para facilitar la administración del departamento; agrupan los 14 municipios del departamento, incluyendo a la capital.
Las subregiones de Risaralda son las siguientes:

## Subregiones
| Vertiente Occidental                                                        | Vertiente Oriental                                                    | Vertiente Pacífico     |
| --------------------------------------------------------------------------- | --------------------------------------------------------------------- | ---------------------- |
| Apía • Balboa • Belén de Umbría • Guática • La Celia • Quinchía • Santuario | Dosquebradas • La Virginia • Marsella • Pereira • Santa Rosa de Cabal | Mistrató • Pueblo Rico |